# Les Trois-Pierres
Les Trois-Pierres è un comune francese di 746 abitanti situato nel dipartimento della Senna Marittima nella regione della Normandia.

## Storia

### Simboli
Lo stemma comunale è stato approvato nel 1993.

## Società

### Evoluzione demografica
Abitanti censiti